# Хойтобеє
Хойтобеє (рос. Хойтобэе) — улус Іволгинського району, Бурятії Росії. Входить до складу Сільського поселення Нижньоіволгинське.
Населення — 2754 особи (2015 рік).